# Champ auditif

Diagramme logarithmique des champs auditifs de certains animaux,,,,,.

Le champ auditif est la gamme de fréquences qui peut être entendue par les humains ou par d'autres animaux. L'expression peut également faire référence à la gamme de niveaux.
Le champ auditif humain est généralement donné comme étant de 20 à 20 000 Hz, bien qu'il y ait des variations considérables entre les individus, en particulier aux hautes fréquences. Une perte progressive de sensibilité aux hautes fréquences avec l'âge est considérée comme normale.
La sensibilité varie également en fonction de la fréquence, comme le montrent les courbes isosoniques. L'examen de routine d'une perte auditive comprend généralement un audiogramme qui indique les niveaux de seuil par rapport à une normale.
Plusieurs espèces animales entendent des fréquences bien au-delà de la portée auditive de l'homme. Certains dauphins et certaines chauves-souris, par exemple, peuvent entendre des fréquences allant jusqu'à 100 000 Hz. Les éléphants peuvent entendre des sons de 14 à 16 Hz, tandis que certaines baleines peuvent entendre des infrasons aussi bas que 7 Hz (dans l'eau).

## Humains
Chez l'homme, les ondes sonores pénètrent dans l'oreille par le conduit auditif externe et atteignent le tympan. La compression et la raréfaction de ces ondes mettent cette fine membrane en mouvement, provoquant une vibration sympathique à travers les os de l'oreille moyenne (les osselets : marteau, enclume et étrier), le liquide basilaire dans la cochlée et les poils qui s'y trouvent, appelés stéréocils. Ces poils tapissent la cochlée de la base à l'apex. La partie stimulée et l'intensité de la stimulation donnent une indication de la nature du son. Les informations recueillies par les cellules ciliées sont envoyées par le nerf auditif pour être traitées dans le cerveau.
Le champ auditif humain communément indiqué est de 20 à 20 000 Hz,,. Dans des conditions de laboratoire idéales, l'homme peut entendre des sons aussi bas que 12 Hz et aussi hauts que 28 kHz, bien que le seuil augmente fortement à 15 kHz chez l'adulte, ce qui correspond au dernier canal auditif de la cochlée.
Les humains sont les plus sensibles (c'est-à-dire capables de discerner à la plus faible intensité) aux fréquences comprises entre 2 000 et 5 000 Hz. La gamme auditive individuelle varie en fonction de l'état général des oreilles et du système nerveux de la personne. La portée diminue au cours de la vie, généralement à partir de l'âge de huit ans, la limite supérieure des fréquences étant réduite.
Les femmes souffrent généralement d'une perte d'audition moins importante que les hommes, avec un début plus tardif. Les hommes ont une perte d'environ 5 à 10 dB de plus dans les hautes fréquences à l'âge de 40 ans,.

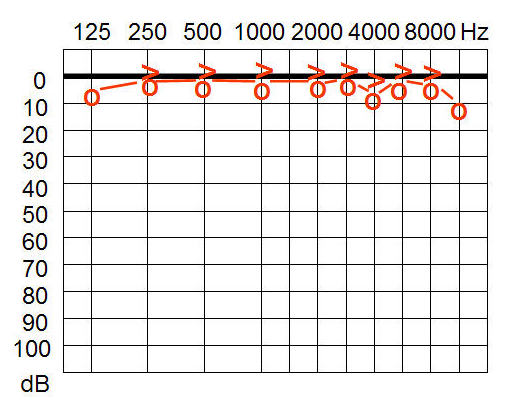
Un audiogramme montrant une variation de l'audition par rapport à une norme standardisée.

Les audiogrammes de l'audition humaine sont produits à l'aide d'un audiomètre, qui présente différentes fréquences au sujet, généralement au moyen d'un casque calibré, à des niveaux spécifiés. Les niveaux sont pondérés en fonction de la fréquence par rapport à un graphique standard appelé courbe d'audibilité minimale, qui représente une audition normale. Le seuil d'audition est fixé à environ 0 phon sur les contours d'égale intensité (soit 20 micropascals, approximativement le son le plus faible qu'un jeune homme en bonne santé peut détecter), mais est normalisé dans une norme ANSI à 1 kHz. Les normes utilisant différents niveaux de référence donnent lieu à des différences dans les audiogrammes. La norme ASA-1951, par exemple, utilisait un niveau de 16,5 dB SPL (sound pressure level  ou niveau de pression acoustique) à 1 kHz, alors que la norme ANSI-1969/ISO-1963, plus récente, utilise un niveau de 6,5 dB SPL, avec une correction de 10 dB appliquée aux personnes âgées.

## Autres primates
Plusieurs primates, en particulier les petits, peuvent entendre des fréquences très éloignées dans la gamme des ultrasons. Mesuré avec un signal SPL de 60 dB, le champ auditif du galago du Sénégal est de 92 Hz-65 kHz, et de 67 Hz-58 kHz pour le lémur catta. Sur les 19 primates testés, le macaque japonais a la gamme la plus large, 28 Hz-34,5 kHz, contre 31 Hz-17,6 kHz pour l'homme.

## Chats
Les chats ont une excellente audition et peuvent détecter une gamme de fréquences extrêmement large. Ils peuvent entendre des sons plus aigus que les humains et la plupart des chiens, détectant des fréquences de 55 Hz à 79 kHz,. Les chats n'utilisent pas cette capacité à entendre les ultrasons pour communiquer, mais elle est probablement importante pour la chasse, car de nombreuses espèces de rongeurs émettent des appels ultrasoniques. L'ouïe du chat est également extrêmement sensible et compte parmi les meilleures de tous les mammifères, étant la plus performante dans la gamme de 500 Hz à 32 kHz. Cette sensibilité est encore renforcée par les grandes oreilles externes mobiles du chat (leurs pavillons), qui à la fois amplifient les sons et aident le chat à détecter la direction d'où provient un bruit.

## Chiens
La capacité auditive d'un chien dépend de la race et de l'âge. Leur champ auditif se situe généralement entre 67 Hz et 45 kHz,. Comme pour les humains, la plage d'audition de certaines races de chiens diminue avec l'âge, comme le berger allemand et le caniche miniature. Lorsque les chiens entendent un son, ils déplacent leurs oreilles vers celui-ci afin de maximiser la réception. Pour ce faire, les oreilles d'un chien sont contrôlées par au moins 18 muscles, qui permettent aux oreilles de s'incliner et de pivoter. La forme de l'oreille permet également d'entendre le son avec plus de précision. De nombreuses races ont des oreilles droites et courbées, qui dirigent et amplifient les sons.
Comme les chiens entendent des sons de plus haute fréquence que les humains, ils ont une perception acoustique différente du monde.
Les sons qui semblent forts pour les humains émettent souvent des sons à haute fréquence qui peuvent effrayer les chiens. Les sifflets qui émettent des ultrasons, appelés sifflets à chien, sont utilisés dans l'entraînement des chiens, car un chien réagit beaucoup mieux à de tels niveaux. Dans la nature, les chiens utilisent leurs capacités auditives pour chasser. Des races domestiquées de chiens sont souvent utilisées pour garder des biens en raison de leur capacité auditive importante. Les sifflets pour chiens dits Nelson émettent des sons à des fréquences plus élevées que celles audibles par les humains, mais dans la gamme d'audition d'un chien.

## Chauves-souris
Les chauves-souris ont développé une audition très sensible pour faire face à leur activité nocturne. Leur champ auditif varie selon les espèces ; au plus bas, il est de 1 kHz pour certaines espèces et, pour d'autres, le plus élevé atteint 200 kHz. Les chauves-souris qui détectent 200 kHz n'entendent pas très bien en dessous de 10 kHz. Dans tous les cas, le champ auditif le plus sensible des chauves-souris est entre 15 kHz et 90 kHz.
Les chauves-souris se déplacent autour des objets et localisent leur proie grâce à l'écholocalisation. Une chauve-souris produit un son court et très fort et évalue l'écho lorsque le son rebondit sur un objet. Les chauves-souris chassent des insectes volants ; ces insectes renvoient un faible écho du cri de la chauve-souris. Le type d'insecte, sa taille et sa distance sont déterminés par la nature de l'écho et le temps qu'il faut à l'écho pour rebondir. L'écho a deux caractéristiques : la compensation de décalage Doppler (en) et la modulation de fréquence. Chaque caractéristique révèle des informations différentes ; la compensation de décalage Doppler est utilisée pour détecter la nature d'un objet, et la modulation de fréquence permet d'évaluer sa distance. Les impulsions sonores produites par la chauve-souris ne durent que quelques millièmes de seconde ; les silences entre les impulsions donnent le temps d'écouter les informations qui reviennent sous forme d'écho. Des preuves suggèrent que les chauves-souris utilisent le changement de hauteur du son produit par l'effet Doppler pour évaluer leur vitesse de vol par rapport aux objets qui les entourent. Les informations concernant la taille, la forme et la texture des objets environnants sont utilisées pour former une image de l'environnement et de l'emplacement des proies. En utilisant ces informations, une chauve-souris peut connaître les mouvements de ses proies et les chasser.

## Souris
Les souris ont de grandes oreilles par rapport à leur corps. Elles entendent des fréquences plus élevées que les humains. Leur gamme de fréquences est de 1 kHz à 70 kHz. Elles n'entendent pas les fréquences plus basses que les humains peuvent entendre. Les souris communiquent en utilisant des sons de haute fréquence dont certains sont inaudibles par les humains. Le cri de détresse d'une jeune souris peut être produit à 40 kHz. Les souris utilisent leur capacité à produire des sons hors des gammes de fréquences des prédateurs pour alerter d'autres souris du danger sans s'exposer, bien que, notamment, le champ auditif des chats englobe toute la gamme vocale de la souris. Les grincements que les humains peuvent entendre sont de plus basse fréquence et sont utilisés par la souris pour effectuer des appels à longue distance, car les sons de basse fréquence se propagent plus loin que les sons de haute fréquence.

## Oiseaux
L'ouïe est le deuxième sens le plus important des oiseaux et leurs oreilles sont en forme d'entonnoir pour focaliser le son. Les oreilles sont situées légèrement derrière et sous les yeux, et elles sont recouvertes de plumes souples - les auriculaires - pour les protéger. La forme de la tête d'un oiseau peut également affecter son audition, comme c'est le cas pour les hiboux, dont les disques faciaux aident à diriger le son vers leurs oreilles.
La gamme auditive des oiseaux est plus sensible entre 1 kHz et 4 kHz, mais leur gamme complète est similaire à celle de l'audition humaine, avec des limites plus ou moins élevées selon l'espèce d'oiseau. Aucune espèce d'oiseau ne réagit aux ultrasons, mais certains types d'oiseaux peuvent entendre des infrasons. Les oiseaux sont particulièrement sensibles aux changements de hauteur, de ton et de rythme et utilisent ces variations pour reconnaître d'autres oiseaux individuellement, même dans un troupeau bruyant. Les oiseaux utilisent également différents sons, chants et appels dans différentes situations. La reconnaissance des différents sons est essentielle pour déterminer si un appel est un avertissement d'un prédateur, une revendication territoriale ou une offre de partage de nourriture.
Certains oiseaux, notamment les guacharos des cavernes, utilisent l'écholocalisation, comme les chauves-souris. Ces oiseaux vivent dans des grottes et utilisent leurs pépiements et leurs clics rapides pour naviguer dans des grottes sombres où même une vision sensible n'est pas suffisante.

## Poissons
Les poissons ont un champ auditif étroit comparativement à la plupart des mammifères. Les poissons rouges et les poissons-chats possèdent un appareil de Weber et ont une capacité auditive plus large que le thon.

## Mammifères marins
Comme les environnements aquatiques ont des propriétés physiques très différentes de celles des environnements terrestres, il existe des différences dans la façon dont les mammifères marins entendent par rapport aux mammifères terrestres. Les différences dans les systèmes auditifs ont conduit à des recherches approfondies sur les mammifères aquatiques, en particulier sur les dauphins.
Les chercheurs divisent les mammifères marins en cinq groupes d'audition en fonction de leur meilleur niveau d'audition sous-marine (Ketten, 1998) :
- les baleines à fanons captant les basses fréquences comme les baleines bleues (7 Hz à 35 kHz) ;
- les baleines à dents captant les moyennes fréquences comme la plupart des dauphins et des cachalots (150 Hz à 160 kHz) ;
- les baleines à dents captant les hautes fréquences comme certains dauphins et marsouins (275 Hz à 160 kHz) ;
- les phoques (50 Hz à 86 kHz) ;
- les otaries et les lions de mer (60 Hz à 39 kHz)[32].

Le système auditif d'un mammifère terrestre fonctionne généralement par le transfert d'ondes sonores à travers les canaux auditifs. Les canaux auditifs des phoques, des otaries et des morses sont similaires à ceux des mammifères terrestres et fonctionnent de la même manière. Chez les baleines et les dauphins, on ne sait pas exactement comment le son se propage vers l'oreille, mais certaines études suggèrent que le son est canalisé vers l'oreille par des tissus situés dans la zone de la mâchoire inférieure. Un groupe de baleines, les odontocètes (baleines à dents), utilisent l'écholocalisation pour déterminer la position d'objets tels que des proies. Les baleines à dents ont les oreilles séparées du crâne et placées à bonne distance, ce qui les aide à localiser les sons, un élément important pour l'écholocalisation.
Des études ont montré qu'il existe deux types de cochlées chez les dauphins :
- Le type I se trouve chez les dauphins roses de l'Amazone et les marsouins communs. Ces types de dauphins utilisent des signaux à très haute fréquence pour l'écholocalisation. Les marsouins communs émettent des sons sur deux bandes, l'une à 2 kHz et l'autre au-dessus de 110 kHz. La cochlée de ces dauphins est spécialisée dans les sons d'extrêmement haute fréquence et est extrêmement étroite à la base.
- Les cochlées de type II se trouvent principalement chez les espèces de baleines vivant en mer et en eaux libres, comme le grand dauphin. Les sons produits par les grands dauphins sont de fréquence plus basse et se situent généralement entre 75 et 150 000 Hz. Les fréquences les plus élevées de cette gamme sont également utilisées pour l'écholocalisation et les fréquences plus basses sont généralement associées à l'interaction sociale, car ces signaux parcourent des distances beaucoup plus longues.

Les mammifères marins utilisent les vocalisations de nombreuses façons différentes. Les dauphins communiquent par des clics et des sifflements, et les baleines utilisent des gémissements à basse fréquence ou des pulsassions. Chaque signal varie en termes de fréquence et différents signaux sont utilisés pour communiquer différents messages. Chez les dauphins, l'écholocalisation est utilisée pour détecter et caractériser des objets et les sifflements sont utilisés dans les troupeaux sociables comme moyens d'identification et de communication.

## Note
1. ↑  Ce qui correspond à des ondes sonores dans l'air à 20 °C avec des longueurs d'onde de 17 mètres à 1,7 cm.